# Amt Grevesmühlen-Land
Amt Grevesmühlen-Land – niemiecki związek gmin leżący w kraju związkowym Meklemburgia-Pomorze Przednie, w powiecie Nordwestmecklenburg. Siedziba związku znajduje się w mieście Grevesmühlen.
W skład związku wchodzi osiem gmin:
1. Bernstorf
2. Gägelow
3. Roggenstorf
4. Rüting
5. Stepenitztal
6. Testorf-Steinfort
7. Upahl
8. Warnow

## Zmiany administracyjne
- 1 stycznia 2014
  - przyłączenie gminy Papenhusen ze Związku Gmin Schönberger Land
- 25 maja 2014
  - utworzenie gminy Stepenitztal z gmin: Börzow, Mallentin oraz Papenhusen
- 1 stycznia 2019
  - przyłączenie gminy Plüschow do gminy Upahl